# Massif de l'Esterel
Pour les articles homonymes, voir Esterel.
Le massif de l'Esterel (/ɛsteʁɛl/) est un massif montagneux volcanique de faible altitude qui s'étend sur 32 000 hectares. Situé sur le bord de la mer Méditerranée, il couvre le sud-est du Var et déborde sur les Alpes-Maritimes, en France. C'est une des régions naturelles de France.

## Toponymie
Frédéric Mistral émet plusieurs hypothèses concernant l'origine ou la signification du nom du massif dont :
- de l'ancien provençal estelell vers le XIVe siècle qui signifie « soleil »[2] ;
- du nom d'une ancienne tribu ligure appelée Suelteri ou Suetri qui vivait dans la région ;
- du mot latin Sterilis (« stérile »), à cause de la pauvreté des sols ;
- du mot espagnol Sierra Estrella ou portugais Serra d'Estrella ;
- du mot provençal Estèla/Estello (« étoile »).

Cependant, l'auteur indique que le nom Esterèu provient de l'ancien provençal Estelell.
Il pourrait aussi tirer son origine du pré-latin ester (« rocher escarpé, gorge »), à rapprocher du village basque Esterenzubi et du chaînon d'Ester dans les Préalpes bavaroises (Bavière)[réf. nécessaire].
Le massif est nommé Esterèu en occitan provençal tant selon la norme classique que selon la norme mistralienne.
L'écriture française Esterel reprend la forme de l'ancien provençal avant la vocalisation du -l en -u, comme c'est le cas pour de nombreux toponymes en Provence.

## Géographie

### Situation

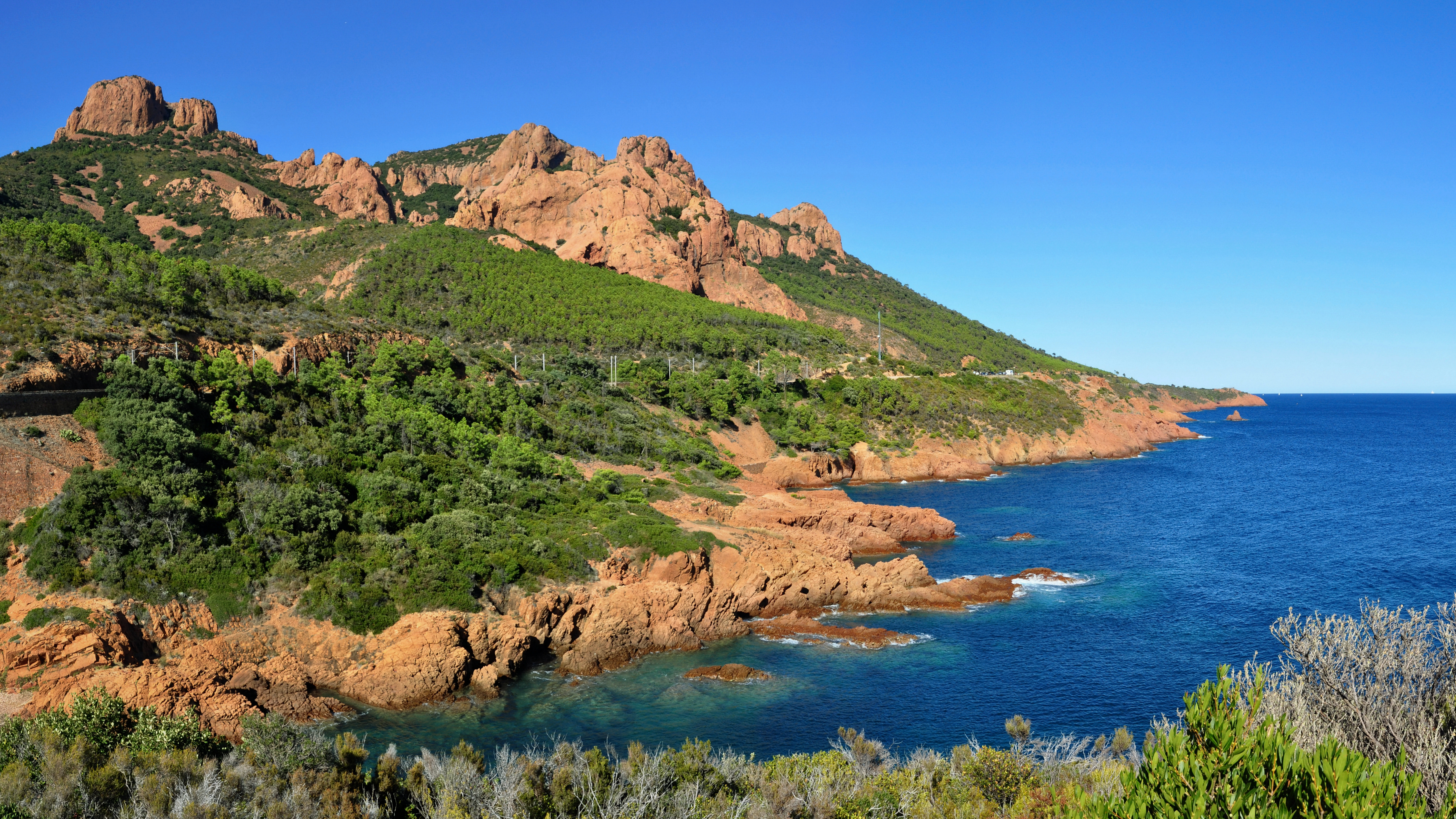
Vue du cap Roux à Saint-Raphaël.

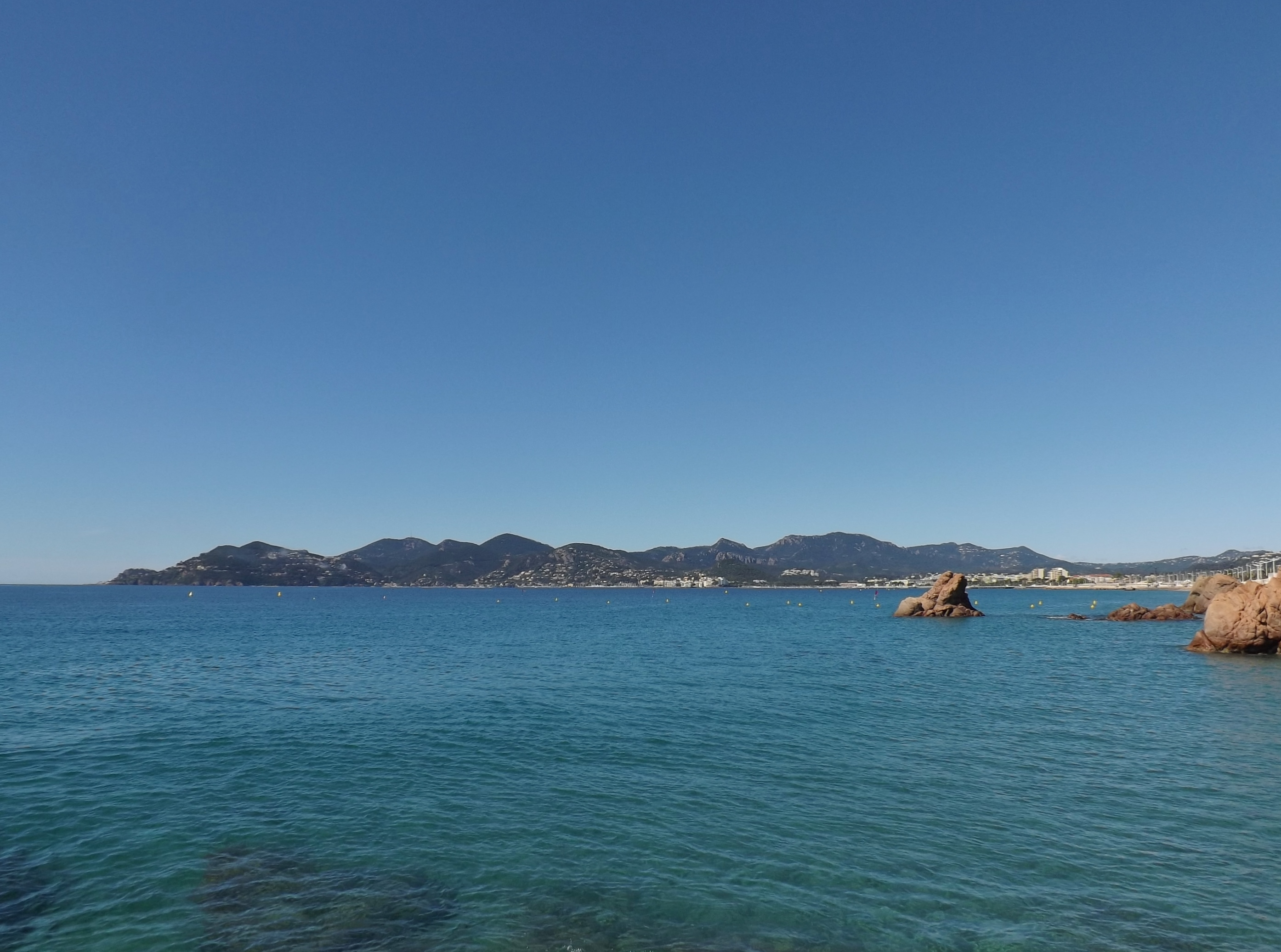
Le massif depuis Cannes.

Situé dans le Sud-Est de la France, ce massif cristallin d'origine volcanique se jette dans la mer Méditerranée entre Saint-Raphaël (Var) et Mandelieu-la-Napoule (Alpes-Maritimes).
Il est séparé du massif des Maures par la vallée de l'Argens. Son relief est déchiqueté et profondément raviné (Grenouillet, Malinfernet…).
Le massif s'étend sur 320 km2 dont 130 km2 classés et protégés. La forêt domaniale, gérée par l'Office national des forêts, représente 60 km2.

### Principaux sommets

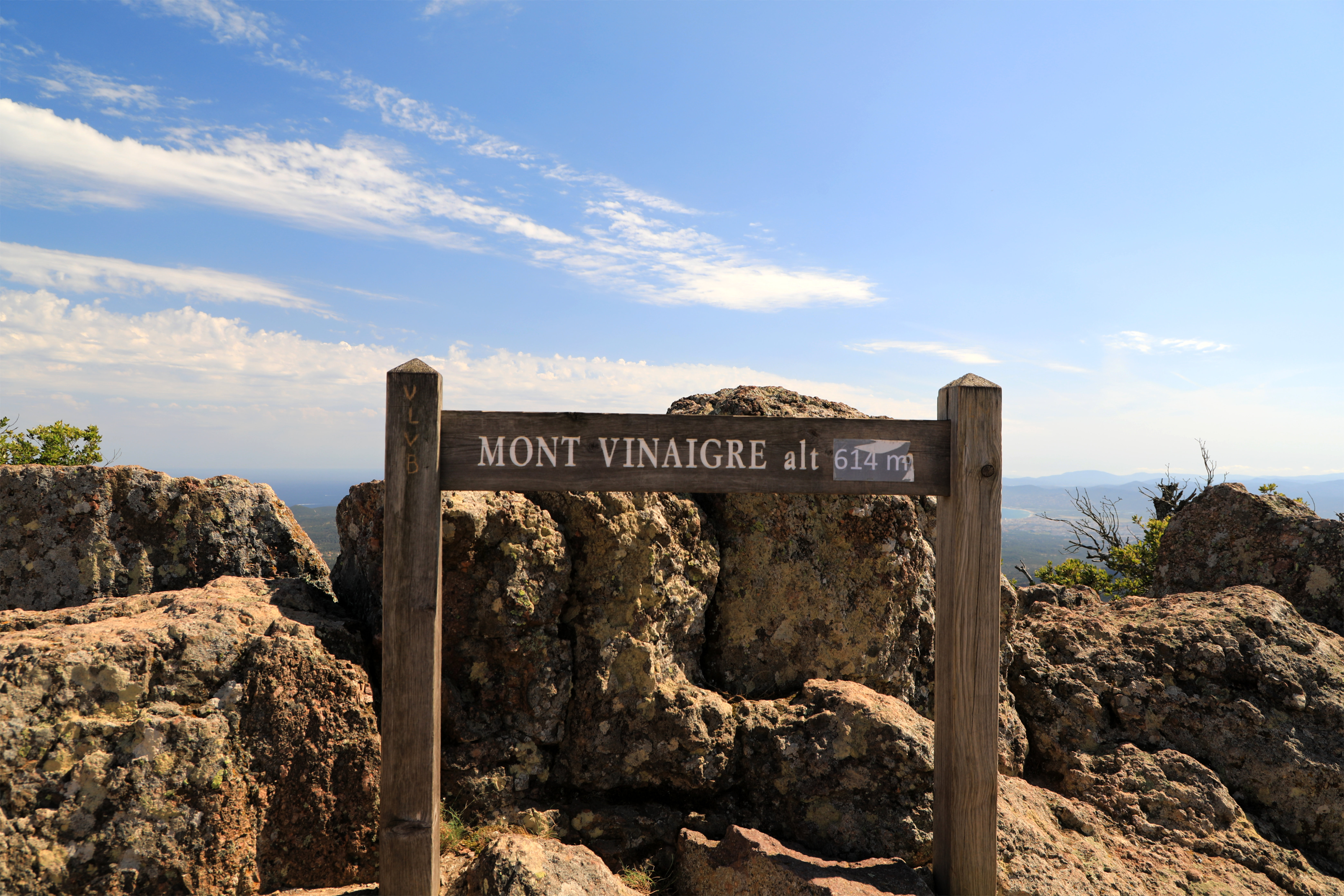
Point culminant du mont Vinaigre : 614 mètres.

- Le mont Vinaigre (614 m) est le point culminant et se trouve dans la commune de Fréjus
- Les Suvières (558 m)
- Le sommet du Marsaou (548 m)
- Le sommet du massif du Tanneron (516 m)
- Le pic de l'Ours (488 m)
- Le pic du Cap-Roux (453 m)
- Le Saint-Pilon (442 m)
- Le sommet des Grosses-Grues (440 m)
- Le sommet Pelet (429 m)

### Hydrographie

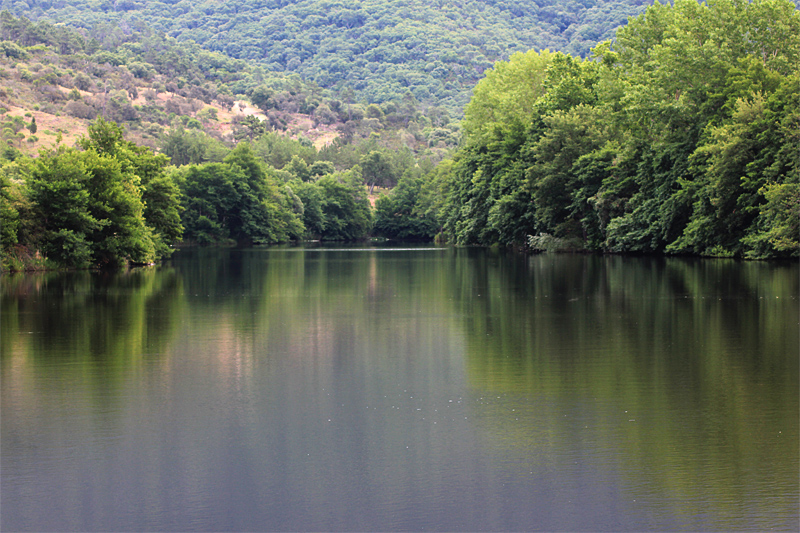
Le lac de l'Avellan.

- Lac de l'Avellan, le plus important avec 6,2 ha.
- Lac des Trois-Vallons.
- Lac du Grenouillet.
- Lac de la Charbonnière.
- Lac des Dames, intégré au golf de l'Esterel.
- Lac Saint-Esprit, en zone urbanisée (quartier de la Tour de Mare à Fréjus).
- Lac du Pont du Duc.
- Lac de l'Écureuil, point d'eau artificiel permanent jusqu'en 2009, offrait une végétation typique des milieux humides. En 2009, après l'apparition de fissures dans la digue en terre du barrage, l'ONF a décidé de purger le lac et détruire l'édifice[3]. Le lac de l'Écureuil a laissé place à une prairie dans laquelle serpente l'Agay.

### Géologie

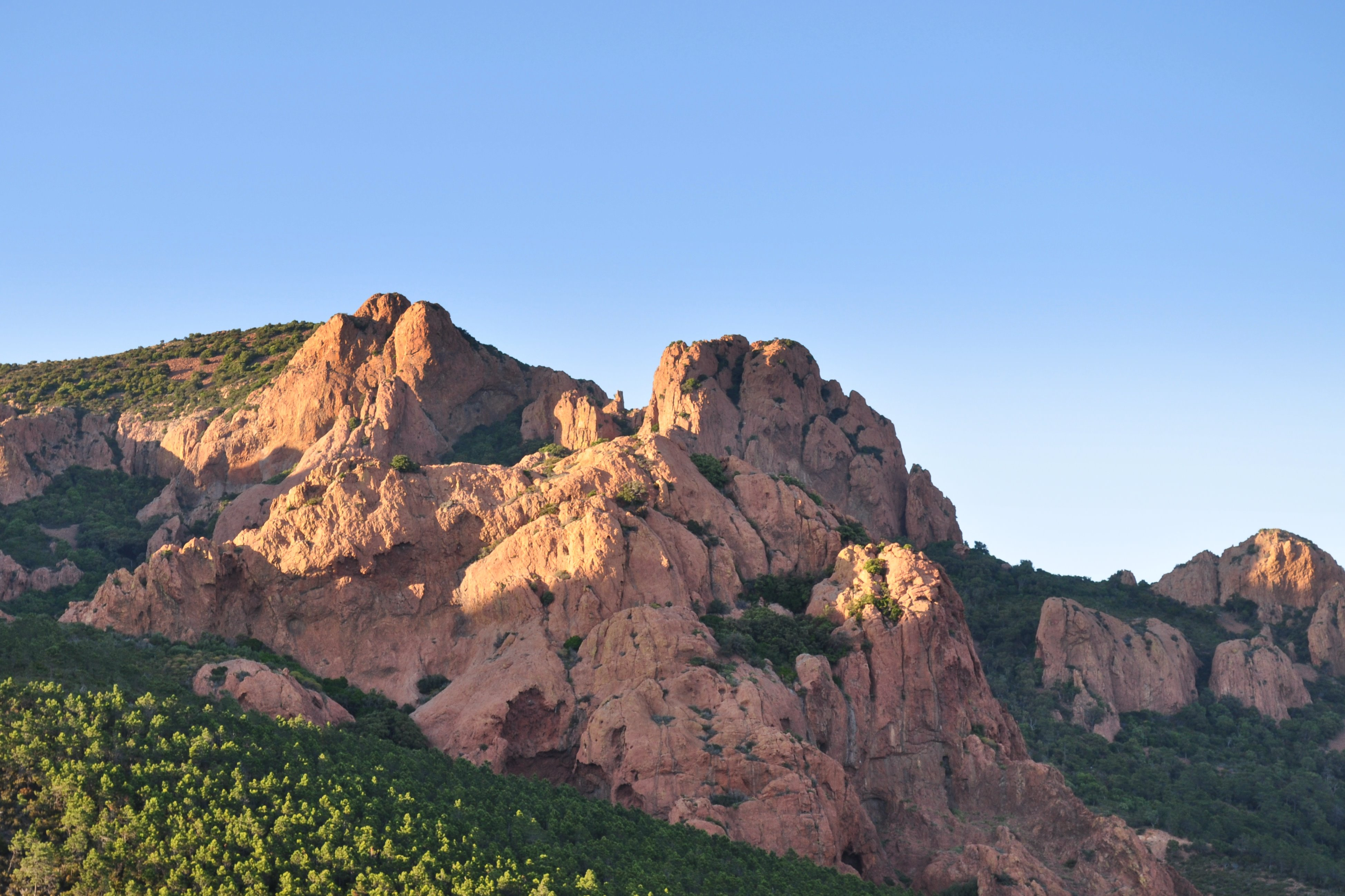
Les falaises rouges de l'Estérel.

À l'instar du massif des Maures et du massif du Tanneron qui l'encadrent, l'Esterel est une relique de la chaîne hercynienne. Il est traversé par un important réseau de failles orientées nord-sud et ouest-est. L'Argens et son affluent le Reyran coulent aujourd'hui au fond de ces failles.
Si le socle de l'Esterel date de la formation de la chaîne hercynienne (période antécarbonifère), la quasi-totalité des affleurements volcaniques sont apparus à la fin du Paléozoïque, il y a 250 millions d'années (au Permien). À cette époque, une intense activité volcanique règne durant 30 millions d'années ce qui entraine la formation de basaltes puis de rhyolites rouges (volcan de Maure-Vieille). À l'Oligocène, une nouvelle expulsion magmatique y dépose les laccolites d'estérellite du cap Dramont.
Au Miocène (-23 à -5 millions d'années), un mouvement tectonique conduit la Corse et la Sardaigne à se séparer de l'actuelle Provence par un vaste mouvement rotatoire de 30 degrés. On retrouve les mêmes roches porphyres dans l'Esterel que dans les calanques de Piana.

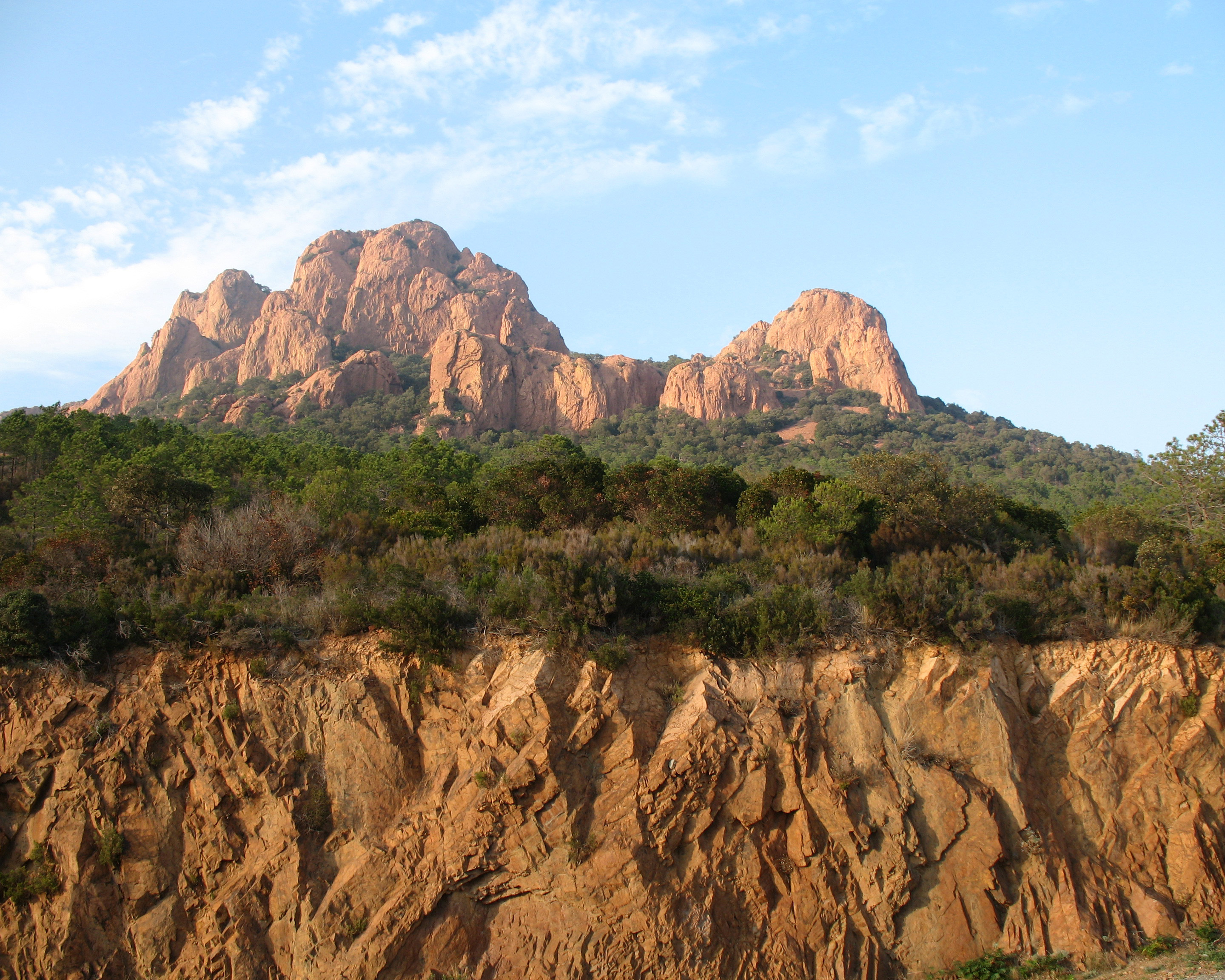
Falaise composée de rhyolite.

Depuis, le massif a subi une très forte érosion ce qui ne permet plus de voir la forme de l'édifice volcanique initial. Il est majoritairement composé de roches porphyriques (volcaniques), notamment de rhyolite qui lui donnent sa coloration rougeâtre (avec des veines ponctuelles d'estérellite bleue).
Ce volcanisme est lié à une extension de la croûte terrestre, l'éclatement de la Pangée et la formation de la Téthys. Ce volcanisme d'extension daté du Permien se retrouve ailleurs en France : en Corse (Monte Cinto) et dans le Morvan (Montreuillon).

### Climat
Le climat est à dominante méditerranéenne se caractérisant par : des étés chauds et secs, des hivers et automnes doux et souvent humides, parfois très arrosés par plusieurs successions de systèmes dépressionaires occasionnant beaucoup de pluies, ponctuées d'éventuels épisodes de neige sur les plus hauts sommets.
Le climat est sous influence maritime et soumis aux aléas méditerranéens, avec des inerties thermiques pouvant contraster très radicalement avec des masses d'air venant du nord-ouest ou de l'est (golfe de Gênes). Ces conflits peuvent provoquer des phénomènes très violents et localisés : vents tempétueux, orages accompagnés de précipitations diluviennes (de type cévenol) menant parfois à des inondations dramatiques dans les vallées et aux abords des cours d'eau.
Ces phénomènes de précipitations de plus en plus brefs et violents sont à l'origine d'une érosion des surfaces agricoles et côtières, localement aggravée par une dénaturation des sols et/ou une déforestation découlant d'un accroissement de l'urbanisation poussés par une forte pression foncière.

### Milieu naturel

#### Faune
Cerf élaphe, sanglier, lézard, tortue d'Hermann, cigale, papillon, perdrix, faisan, lièvre…

#### Flore
La flore de l'Esterel varie selon l'exposition : l'adret (versant sud), très ensoleillé et sec est couvert d'une végétation typiquement méditerranéenne qui a dû s'adapter pour limiter l'évapotranspiration (feuilles vernissées et coriaces…). Le versant nord du massif (ubac) est plus frais et humide (microclimat assez proche du type alpin avec la présence de fougères, houx, bruyères…). La végétation a dû s'adapter à des sols très pauvres : sols volcaniques, durs et acides, donc peu dégradables et lessivés par les pluies.

##### Strate arborée
Les pinèdes de pin maritime sont fréquentes et on rencontre aussi le pin parasol essentiellement sur le littoral. Les chênes sont également abondants, chêne-liège, chêne pubescent, chêne vert et chêne sessile étant les principales espèces présentes et pouvant s'hybrider entre elles,. L'eucalyptus, importé d'Australie, y est devenu subspontané, et parfois considéré comme une espèce envahissante.

##### Maquis et broussailles
Genévrier, romarin, thym, arbousier, bruyère arborescente, callune, myrte, ciste, genet, lavande, mimosa, cinéraire, lentisque, férule commune…

## Histoire

### Époque protohistorique
Paléolithique : présence de burins de Noailles sur le site de Gratadis près d'Agay. Le burin de Noailles est un outil en silex. C'est un burin d'angle, parfois multiple, sur troncature et encoche d'arrêt (cf. musée archéologique de Saint-Raphaël).
Mégalithes : menhir d'Aire-Peyronne, de la pierre levée, des Veyssières.
Occupation de l'Esterel par des peuples celto-ligures (par exemple les Ligauniens au-dessus de la ville de Fréjus). Retraite des Oxybiens après l'invasion romaine en 57 av. J.-C., ils laissent des constructions comme : oppidum du Rastel d'Agay, du mont Saint-Martin près de Mandelieu-la-Napoule, sur le bonnet du Cappelan, au Barban les restes d'un village et enfin sur l'Auriasque une spectaculaire forteresse à double rempart en pierres sèches encore visible de loin aujourd'hui.
Les rhyolites ont été exploitées dès l'Antiquité pour la fabrication de meules, par exemple la meulerie de Bagnols-en-Forêt (pour les moulins à huile et à céréales). Des meules pratiquement dégagées ont été découvertes, signe que les habitants de l'époque avaient dû fuir devant un danger : une interruption de l'exploitation a eu lieu au XIVe siècle (période des grandes épidémies : peste …) mais s'est poursuivie jusqu'au XVIIIe siècle. Des meules de rhyolites de l'Esterel ont été retrouvées dans l'épave d'un bateau de type sarrasin daté du Xe siècle.

### Antiquité
La colonisation du rivage par les Grecs et les Phocéens a eu lieu vers 600 av. J.-C. avec la fondation de Massalia (Marseille), des villes d'Antipolis (Antibes) et de Nikaia (Nice). Ensuite pendant la période romaine la voie aurélienne a été construite à partir de 241 av. J.-C., reliant la région à Rome via Forum Julii (actuelle Fréjus). On a retrouvé une borne milliaire sur le tracé de l'actuelle Nationale 7, près de l'auberge des Adrets de l'Esterel.

### Moyen Âge

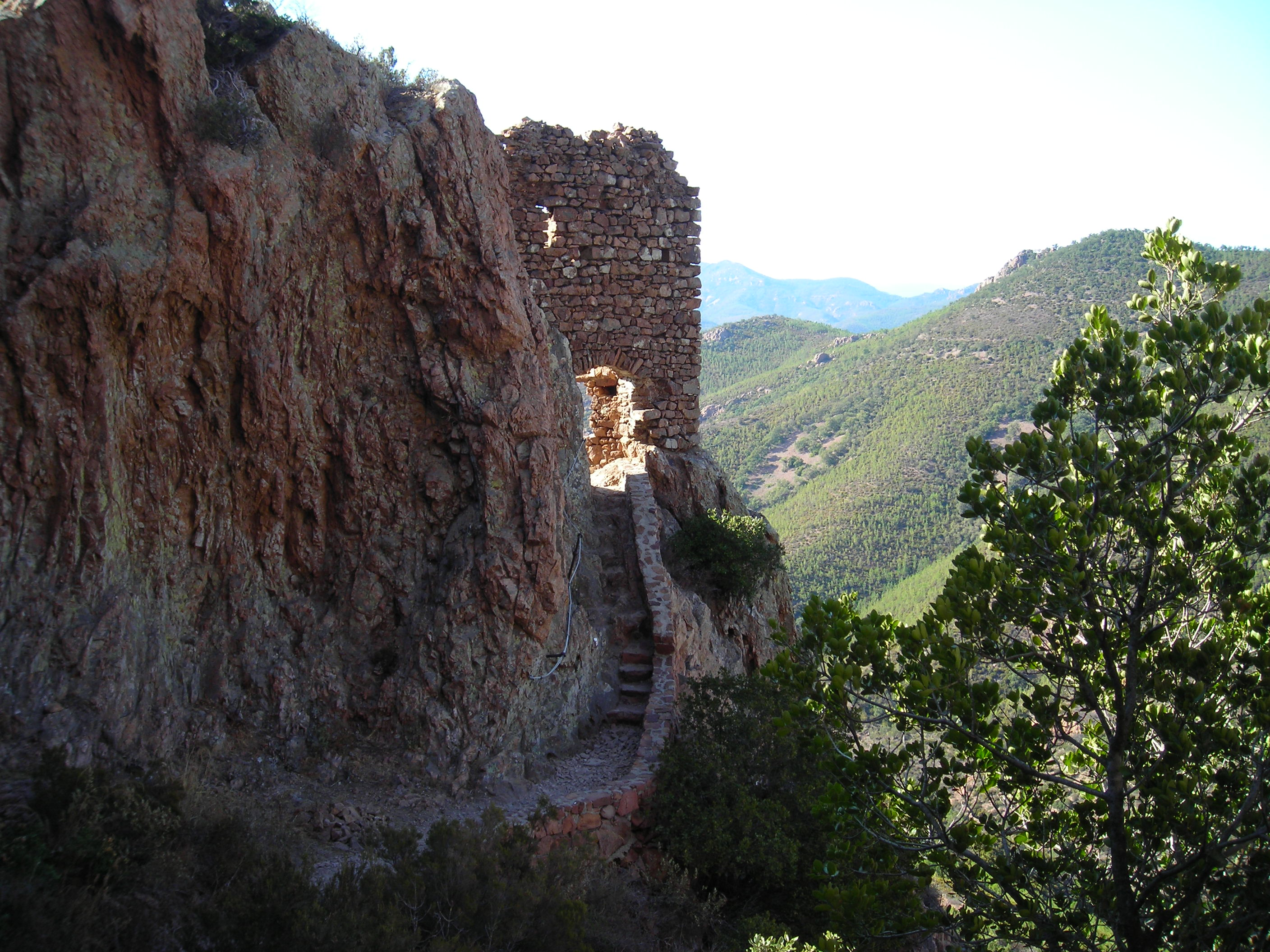
Voie d'accès à la grotte de Saint-Honorat.

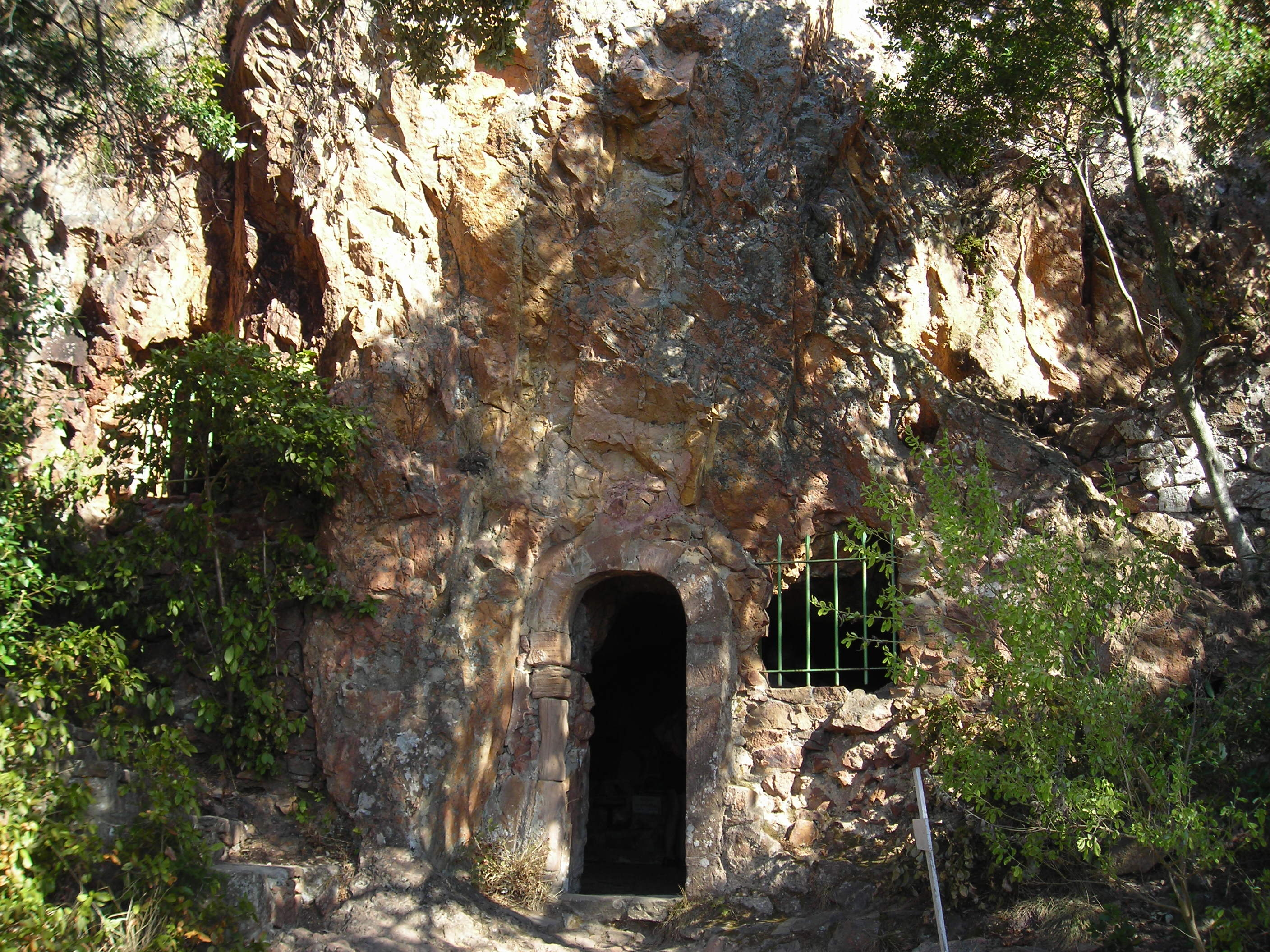
Grotte de Saint-Honorat (Sainte-Baume).

La Sainte Baume est la grotte de l'ermite Honorat d'Arles (saint Honorat) (IVe siècle de l'ère chrétienne). Voir la Vida de sant Honorat du poète Raymond Féraud (XIIIe siècle). Les habitants du coin, jaloux de la popularité de la Sainte Baume de Marie-Madeleine à l'ouest du département du Var, donnèrent également ce nom à la grotte de Saint-Honorat. Ils montaient lui rendre visite. Devant l'afflux de pèlerins, il s'exila quelques années plus tard sur l'île la plus inhospitalière des îles de Lérins, à laquelle il donna son nom. Au fil des siècles d'autres ermites s'installèrent également dans la grotte.

### DuXVIesiècleauXVIIIesiècle

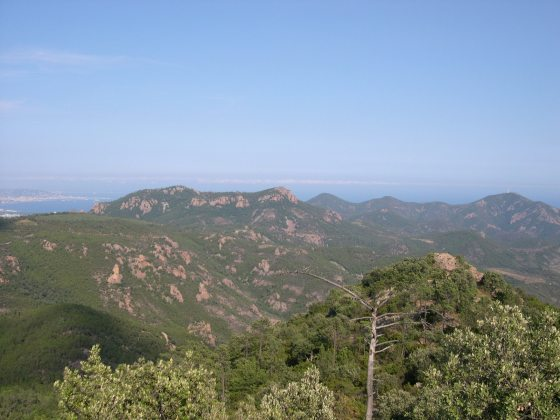
Panorama du massif de l'Esterel.

Le massif a longtemps été le repaire de brigands : Gaspard de Besse (1757-1781), qui détroussait les voyageurs et agents du fisc au XVIIIe siècle, s'y abritait. « Passer le pas » de l'Esterel était une expression fameuse et la toponymie témoigne encore de l'insécurité de ces lieux, comme la maison forestière de Malpey nommée « mauvaise montagne ».
Il a aussi été le refuge des forçats évadés du bagne de Toulon.

### Depuis 1800

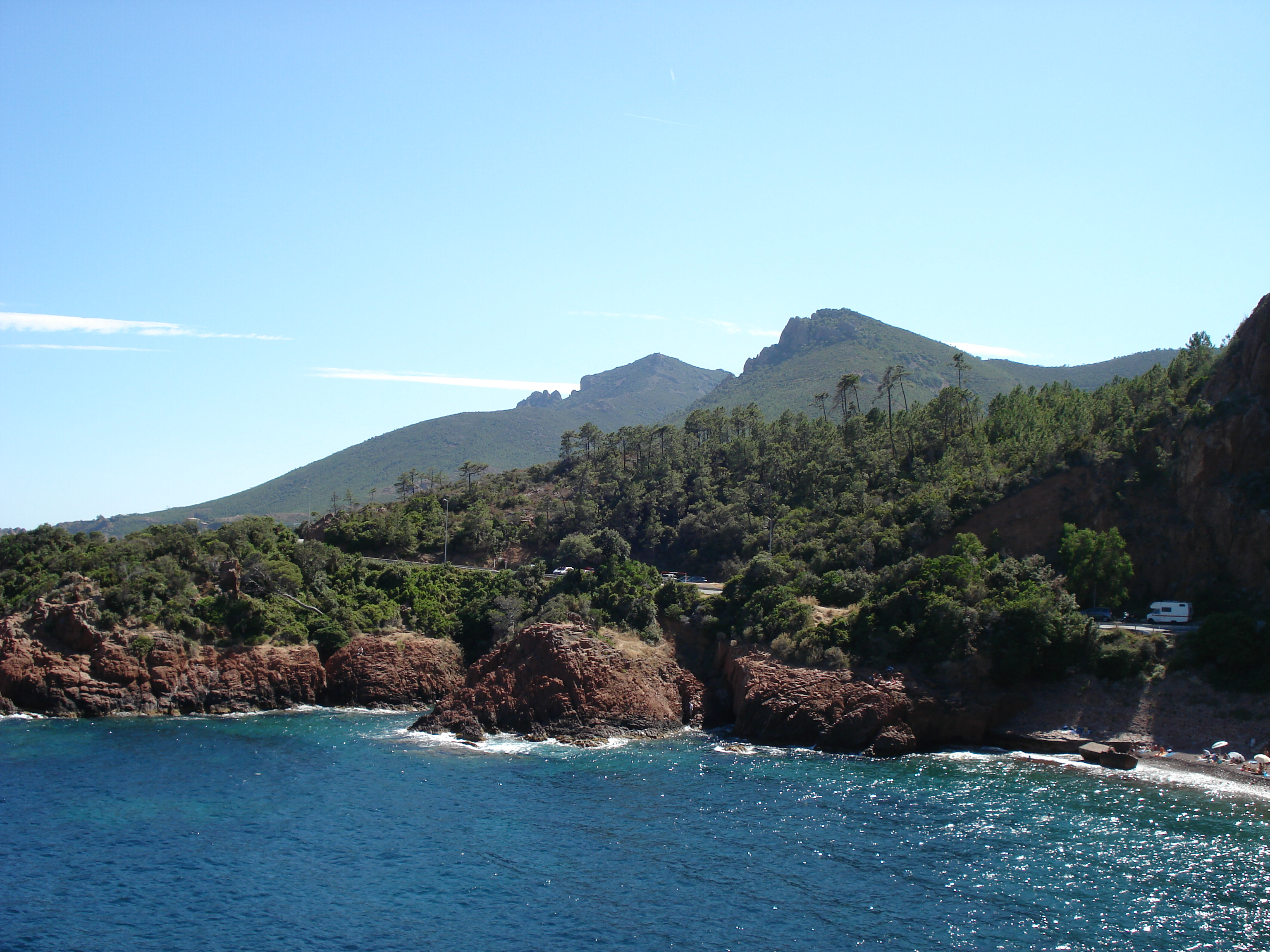
Route de la corniche d'Or.

Au XIXe siècle, la pénétration est devenue plus systématique et l'exploitation économique s'est développée (chênes-lièges pour la fabrication des bouchons, bois de cade pour l'extraction de son huile …). La route de la corniche d'Or est construite à l’initiative du Touring club de France entre 1901 et 1903.
L'ingénieur des eaux et forêts Auguste-Eugène Muterse (1851-1922) est chargé de construire des routes et des pare-feu pour permettre l'exploitation de la forêt et sa préservation. La construction de maisons forestières en favorise ensuite l'entretien. Ce travail s'étale sur seize années entre la fin du XIXe siècle et le début du XXe siècle.
De gigantesques incendies se sont produits au XXe siècle (1964, 1986, 2003, 2007). En 1964, la quasi-totalité de la forêt a été ravagée par le feu. L'État et les collectivités ont investi dans l'élargissement des pistes et l'installation de citernes d'eau en de nombreux points. Aujourd'hui existent sur le site de l'Estérel 250 ha de pare-feu, environ 141 km de pistes défense de la forêt contre les incendies ainsi qu'une quarantaine de citernes d'eau.
Les exploitations traditionnelles comme celles du chêne-liège ont disparu, la plupart des maisons forestières sont abandonnées. La grande diversité de la flore mellifère (thym, bruyère arborescente, arbousier, ciste, asphodèle…) attire des apiculteurs qui installent des ruches dans le massif. Les parcours pédestres et cyclistes se développent.

#### Seconde Guerre mondiale
Une partie du débarquement de Provence a eu lieu sur la plage du Dramont (opération Anvil Dragoon, 15 août 1944) après qu'un commando eut pris le viaduc d'Anthéor (plus à l'est).
Dans la nécropole nationale de Boulouris, à Saint-Raphaël, sont enterrés 464 combattants de toutes confessions qui appartenaient à la 1re Armée française du général de Lattre de Tassigny, tués lors des combats du débarquement.

## Activités

### Loisirs
- Randonnée pédestre : l'Esterel est traversé par les GR49, GR51, et GR653A.
- Randonnée équestre.
- VTT, avec certaines restrictions.
- Escalade : cap Dramont, barre de Roussiveau, pic du Perthus, rocher de Théole, rocher de Saint-Barthélemy, pas du Jausier.
- Chasse : sept sociétés.
- Pêche : dans le Reyran, la Garonne, l'Agay, le lac de l'Avellan, le lac des Cous, le lac de Saint-Esprit.
- Plongée : île d'Or, Lion de Mer, réserve de Cap-Roux, cap Dramont.
- Randonnée palmée : île des Vieilles, cap Dramont, plage de la Beaumette, réserve de Cap-Roux.

Entre le 21 juin et le 30 septembre, l'accès au massif est réglementé. Durant les périodes de mistral, les routes sont fermées afin de protéger le massif, régulièrement victime des incendies.

### Accès
Par l'autoroute A8, sortie no 38 à Fréjus - Saint-Raphaël. Prendre la direction de Fréjus/Tour de Mare.
Pour visiter l'intérieur suivre la route nationale 7 qui chemine à l'intérieur du massif en passant par l'auberge des Adrets, près de son point culminant le mont Vinaigre.
Pour découvrir les calanques continuer en direction de Saint-Raphaël centre, puis Agay par Valescure. De nombreuses routes forestières sont accessibles, balisées par les panneaux d'information de l'Office national des forêts. À partir de la baie d'Agay, la route de la corniche d'Or, créée à l'initiative du Touring club de France, inaugurée officiellement le 11 avril 1903, longe la mer jusqu'à Cannes. L'opposition entre le rouge flamboyant des rochers et le bleu de la mer offre un paysage contrasté particulièrement émouvant au lever de soleil. Parmi les passages remarquables : le rocher Saint-Bartélemy, la calanque d'Aurelle et la pointe de l'Esquillon. La route, extrêmement sinueuse, perd son rang de route nationale 7 dès l'entre-deux-guerres (1935) pour devenir route nationale 98.

### Protection environnementale
Le cœur du massif est protégé par un décret de 1996. Dans la partie des Alpes-Maritimes, un parc naturel départemental de 772 ha a été créé en 1997. Il abrite une population de cerfs élaphes, introduite en 1961. Dans le Var, une réserve biologique protège intégralement près de 800 hectares. Le massif est un site du réseau Natura 2000 chargé de la préservation de la nature en Europe.